# Callilepis mumai
Espèce
Callilepis mumai est une espèce d'araignées aranéomorphes de la famille des Gnaphosidae.

## Distribution
Cette espèce se rencontre aux États-Unis  en Utah, en Arizona, au Nouveau-Mexique et au Texas et au Mexique au Chihuahua,,.

## Description
Les mâles mesurent 2,93 mm en moyenne et les femelles 3,85 mm.

## Étymologie
Cette espèce est nommée en l'honneur de Martin Hammond Muma.

## Publication originale
- Platnick, 1975 : A revision of the Holarctic spider genus Callilepis (Araneae, Gnaphosidae). American Museum novitates, no 2573, p. 1-32 (texte intégral).